# 辞 (文体)
辞（じ）は、古代中国における韻文の文体の一つ。春秋戦国時代、南方楚地方の巫祝の音楽に起源を持つとされ、句中句末に「兮」字を多用する独自の形式と、悲歌慷慨の文学ともいうべき豊かな抒情性を特徴とする。漢代には分類上賦の一類に含められることが多く、あるいは並列して辞賦とも呼ばれる。屈原の手になるとされる『楚辞』の「離騒」の系譜に連なることから、屈賦（くつふ）・騒体賦（そうたいふ）などの別称もある。

## 歴史
「辞」という言葉は本来2種類の文章ジャンルを含んでいる。一方は口頭で伝えられる実用文書の類で、先秦時代から多くの辞と称する宗教文書や行政文書が遺されている。もう一方が楚から発生した歌ないし韻文の様式で、こちらは秦漢以降「詞」と混同して記されることもある。
白川静が辞を「耳に聞くべき文学であり、漢賦が眼で見る文学であるのと、対照的なものであった」と論じたように、視覚的で朗誦を前提とする文芸作品である賦（いわゆる詠物賦）に対して、辞は楚の訛りを含む独特の音調を持っていた。『楚辞』に先んじて『論語』微子篇や『孟子』離婁上に楚地方の歌が見え、すでに「兮」字の使用や不定形性といった『楚辞』に通じる形式が表れている。前漢には楚調の音楽が流行し、厳助・朱買臣などの楚出身の歌い手が宮廷に寵遇された。
漢～六朝において辞と題する作品は実際には極めて少なく、武帝「秋風辞」などわずかに4作品が見えるのみである。しかしいわゆる騒体賦は大賦（詠物賦）と並行して作られており、早くは賈誼「弔屈原賦」や司馬遷の「悲士不遇賦」などが挙げられる。武帝のころ、『楚辞』を好んだ淮南王劉安のもとには多くの文人が集って辞賦を作り、のち『楚辞章句』に加えられる「招隠士」など多くの騒体賦を残した。これら前漢の騒体賦は「離騒」のテーマを引き継いで、才に恵まれながら主君に疎まれた家臣（賢人失志）の悲しみや悲秋の情を歌いあげることが多い。
その起源からして反体制的な色彩を帯びていた辞系の賦は、武帝以降の儒教支配体制の高まりに伴って衰退に向かう。しかし前漢末～後漢初頭の混乱期になると、王朝の豊かさを讃える大賦が衰え、再び抒情賦が流行する。このころの作には劉歆「遂初賦」や崔篆「慰志賦」が挙げられる。後漢の半ばには張衡「思玄賦」や『楚辞章句』を編んだ王逸の「九思」などが現れる。
後漢の賦は形式的には辞の系譜を引きながら、主題としてはより個人的な悲愁や不満、退隠の志など様々な心情をうたうようになる。こうした賦それ自身の抒情化に伴ってジャンルとしての辞は存立理由を失い、賦の中に吸収されたと考えられる。かくして後漢から六朝期にかけての文芸集に「辞」を論ずるものは全く見られなくなるが、当代最大の作品集である梁『文選』中の一分類に「辞」が立てられたことによって、この文体が一応の形で後世に伝わることとなった。朱熹『楚辞後語』は、『楚辞章句』前半の掲載作品のほか、陶淵明「帰去来兮辞」や柳宗元など歴代の『楚辞』的な抒情作品を52篇集めており、今日に伝わる辞系文学の集成と言うことができる。

## 形式
一句は三言・六言を基調とするが、不定形で流動的である。句間や句末に「兮」などの助字が置かれるのが大きな特徴である。『楚辞』では些・之・也などの助字も用いられているほか、「天問」のように一貫して四言句を貫くような作品も残されている。
押韻は句末もしくは助字の前で行われ、多く換韻を伴う。
六句の場合は以下のように、四字目に「而」や「以」などがしばしば挟まれる。
長い作品では、初めに「序」、終わりには「乱（訊・倡・系・重）」などの短い一段が添えられる。全般的に乱は本文に比べてより抒情的で、歌謡的なものもある。乱と呼ばれる所以は明らかでないが、『楚辞章句』の王逸注には理（おさ）める意とされる。